# Peperomia brevispica
Peperomia brevispica är en pepparväxtart som beskrevs av C. Dc.. Peperomia brevispica ingår i släktet peperomior, och familjen pepparväxter. Inga underarter finns listade i Catalogue of Life.